# تیم ملی فوتبال نیوزیلند

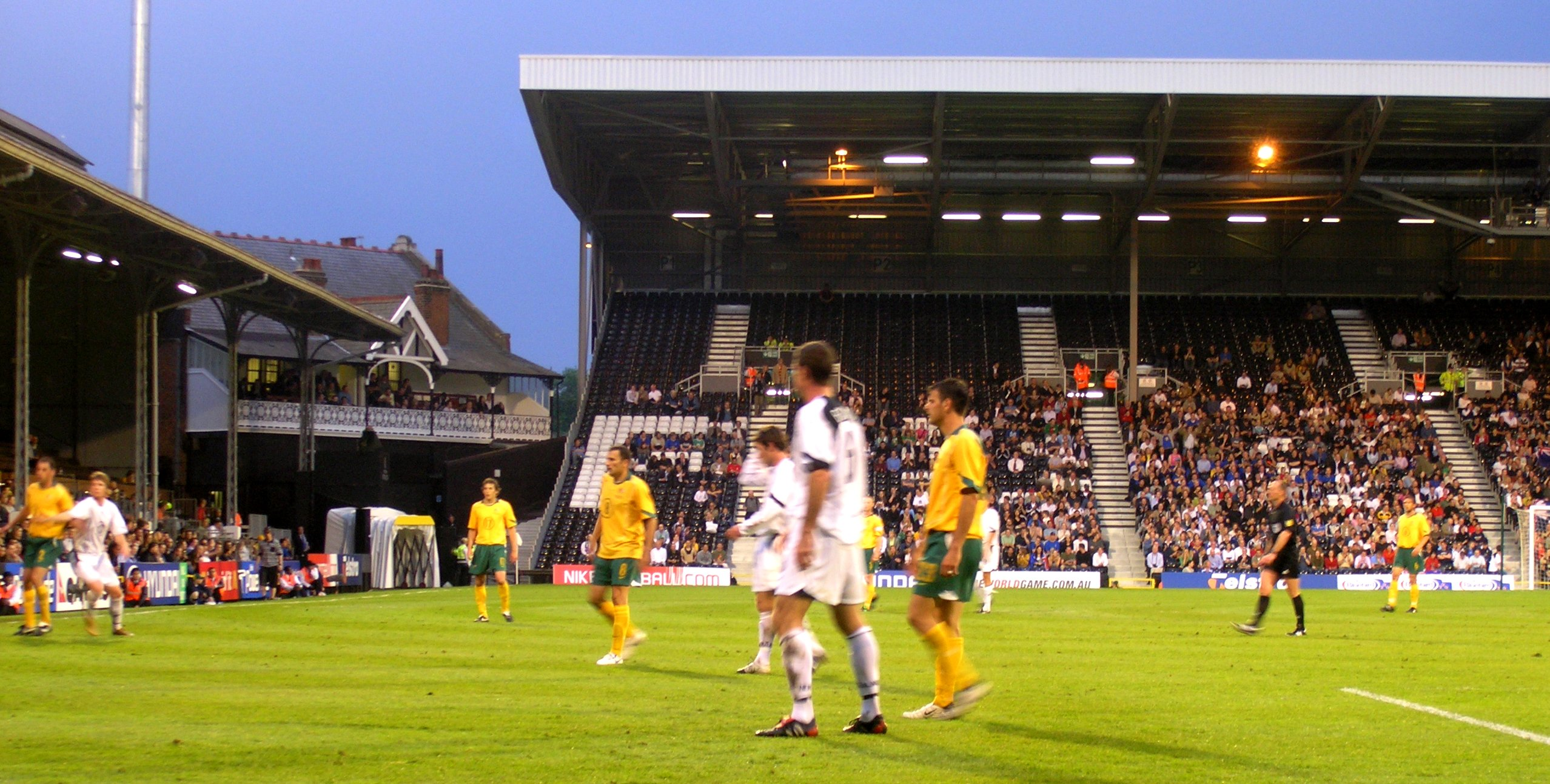

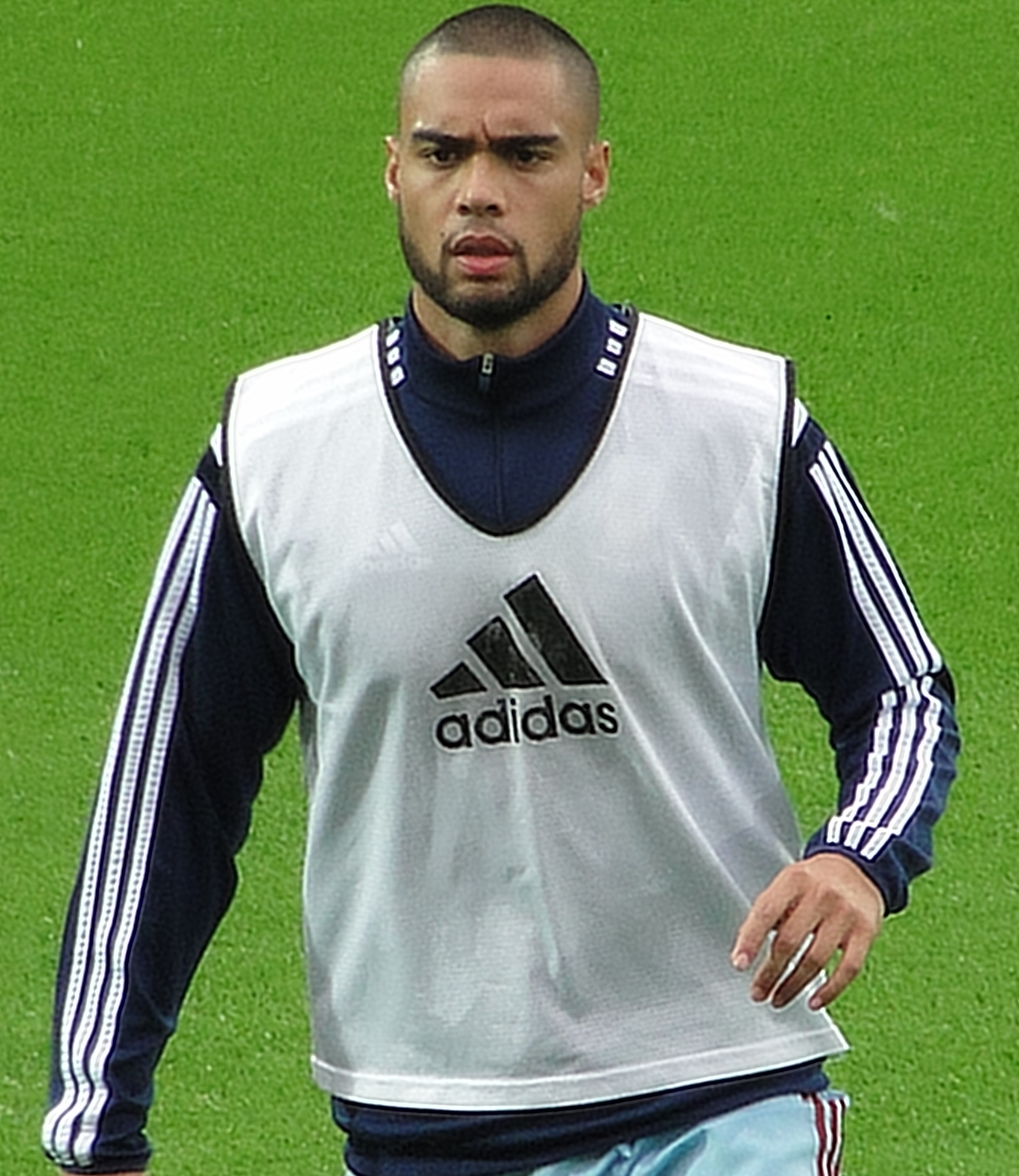
کاپیتان تیم ملی نیوزلند (وینستون رید)

تیم ملی فوتبال نیوزیلند (به انگلیسی: New Zealand national football team) یک تیم فوتبال بین‌المللی است که به نمایندگی از کشور نیوزیلند به میدان می‌رود. ملقب به کیوی، این تیم زیر نظر فدراسیون فوتبال نیوزیلند فعالیت می‌کند. تیم ملی نیوزلند در حال حاضر قدرتمند ترین تیم در قاره اقیانوسیه می باشد که سابقه حضور در جام جهانی ۱۹۸۲ و ۲۰۱۰ را در کارنامه خود دارد. در 17 ژوئن 1922 اولین بازی خود را در مقابل استرالیا ، دیداری که با نتیجه سه بر یک به پیروزی رسید برگزار کرد. تیم ملی نیوزلند اولین بازی مقدماتی جام جهانی خود را در سال 1970 میلادی انجام داد. این تیم در رده‌بندی فیفا که در 19 سپتامبر 2024 منتشر شد در رتبه‌ی 95 قرار گرفت. کاپیتان این تیم وینستون رید اولین گل زن نیوزلند در جام جهانی 2010 بود. نماد این تیم گیاه سرخس است. این تیم سابقه ۲ بازی با تیم ملی فوتبال ایران دارد ، که سابقه یک برد در چلنج کاپ آسیا–اقیانوسیه ۲۰۰۳ و یک مساوی در در بازی دوستانه در سال 1973 است.

#### کیت خانگی تیم ملی
| 1922    | 1960s   | 1981    | 1981–82 | 1993    | 1997     | 1998–99 | 1999    |
| 2000–02 | 2003    | 2004–06 | 2006–07 | 2008–10 | CDM 2010 | 2012–14 | 2014–16 |
| 2016–18 | 2018–20 | 2020–22 | 2022–23 | 2024–   |          |         |         |